# Anisopoda
- Commons
- Wikispecies

Anisopoda Baker é um género botânico pertencente à família Apiaceae.
É endemico de Madagascar.

## Espécies
Apresenta uma única espécie:
- Anisopoda bupleuroides Baker